# FK Sarajevo
El Fudbalski klub Sarajevo és un club bosnià de futbol de la ciutat de Sarajevo.

## Història
El FK Sarajevo va ser fundat el 24 d'octubre de 1946 amb la fusió dels clubs Udarnik i Sloboda. El seu primer nom va ser S.D. Torpedo. Jugà el seu primer partit el 3 de novembre i l'any següent canvià el nom a S.D. Metalaca Sarajevo, abans d'adoptar el nom actual el 1949. Ràpidament ascendí a la primera divisió iugoslava on es mantingué de forma estable quasi totes les temporades. L'any 1967 es proclamà campió iugoslau per primer cop, trencant un seguit de triomfs serbis i croats. L'any 1985 repetí campionat, amb jugadors destacats com Safet Sušić.

## Palmarès
- Lliga iugoslava de futbol 2: 1966-1967, 1984-1985
- Lliga bosniana de futbol 5: 1998-1999, 2006-2007, 2014-2015, 2018-2019, 2019-2020
- Copa bosniana de futbol 7: 1996-1997, 1997-1998, 2001-2002, 2004-2005, 2013-2014, 2018-2019, 2020-2021
- Supercopa bosniana de futbol 1: 1996-1997

## Entrenadors destacats
- Miroslav Brozović
- Boško Antić
- Fuad Muzurović
- Husref Musemić

## Jugadors destacats
| - Boško Antić - Ibrahim Biogradlić - Mirsad Fazlagić - Asim Ferhatović - Faruk Hadžibegić - Dragan Jakovljević - Sead Jasenković - Davor Jozić - Selmo Dzukljan | - Refik Muftić - Husref Musemić - Vahidin Musemić - Džemaludin Mušović - Fuad Muzurović - Predrag Pašić - Fahrudin Prljača - Boško Prodanović | - Ferid Radeljaš - Srebrenko Repčić - Safet Sušić - Sreten Šiljkut - Edhem Šljivo - Želimir Vidović - Džemal Berberović - Alen Škoro |